# David Labrava
David M. Labrava, född 19 oktober 1962 i Miami, Florida, är en amerikansk skådespelare, tatuerare och före detta medlem av motorcykelklubben Hells Angels. Han är känd för att spela Happy Lowman i TV-serien Sons of Anarchy.

## Biografi

### Uppväxt
Labrava föddes i Miami, Florida men växte upp i Europa. Under uppväxten körde han mycket motocross, och fick sin första Harley Davidson när han var 17 år gammal.

### Karriär
Labrava anlitades för att agera teknisk rådgivare för Sons of Anarchy, och fick sedan rollen som Happy. Han har varit med i serien sedan den startade 2008. Han var också med att skriva avsnitt 10 i säsong 4 av Sons of Anarchy.
Labrava skriver en kolumn i den nationella Hot Rod-tidningen Ol Skool Rodz, som heter "Burnin' Rubber with Jimmy Carbone". Innan brukade han skriva för Horse Motorcycle-tidningen och byggde en motorcykel som hamnade på omslaget i mars 2001.
Han äger också en tatueringsstudio som heter "Evil Ink" och ligger i Oakland, Kalifornien, en filmföretag som heter "Artful Dodger Filmworks", och ett eget klädmärke som heter "DOGKULCHA", som ska gynna djuren. 

### Privatliv
Från och med 2013 är Labrava bosatt i Oakland, Kalifornien. Han praktiserar också buddhism.

### Arrestering
Labrava greps i augusti 2008 i Missoula County, Montana, på grund av narkotikainnehav.

## Filmografi

### TV-serier
| År        | Titel           | Roll  | Notering  |
| --------- | --------------- | ----- | --------- |
| 2008-2014 | Sons of Anarchy | Happy |           |
| 2018-     | Mayans MC       | Happy | 1 avsnitt |